# Miloševo (gmina Negotin)
Miloševo (cyr. Милошево) – wieś w Serbii, w okręgu borskim, w gminie Negotin. W 2011 roku liczyła 443 mieszkańców.